# Hyundai Fortune
La Hyundai Fortune (nel corso degli anni nota anche come Fortune, Zim Melbourne, MSC Fortunate e Fortunate) è stata una nave portacontainer battente bandiera di Panama, Vanuatu, Panama di proprietà della Kosmo SVCS Inc., e precedentemente registrata a Hyundai Merchant Marine. Fu completata nell'agosto 1996. Aveva una stazza lorda di 64.054 tsl ed era in grado di raggiungere una velocità di 28 nodi. La sua capacità di carico era di 5.551 TEU.
Come Hyundai Fortune, fu gravemente danneggiata da un incendio in mare il 21 marzo 2006. Dopo le riparazioni, tornò in servizio come nave portacontainer fino alla sua demolizione nel 2018.

## L'incendio
Il 21 marzo 2006, la nave era in rotta dai porti cinesi e singaporiani al Golfo di Aden a circa 97 km a Sud della costa dello Yemen. Stava navigando verso Ovest verso il Canale di Suez sulla rotta per i porti europei. Intorno alle 12:35 UTC, un'esplosione di origine sconosciuta si verificò sottocoperta, a poppa dell'alloggio, provocando la caduta nell'oceano da 60 a 90 container. L'esplosione provocò un incendio che si propagò a poppa della nave, compresi gli alloggi e le pile di container antistanti l'alloggio. Seguirono poi esplosioni secondarie quando sette container pieni di fuochi d'artificio si accesero sopra il ponte a poppa.
Le foto della nave in fiamme mostravano che un'ampia sezione dello scafo era esplosa sottocoperta, ma sopra la linea di galleggiamento sul lato sinistro.

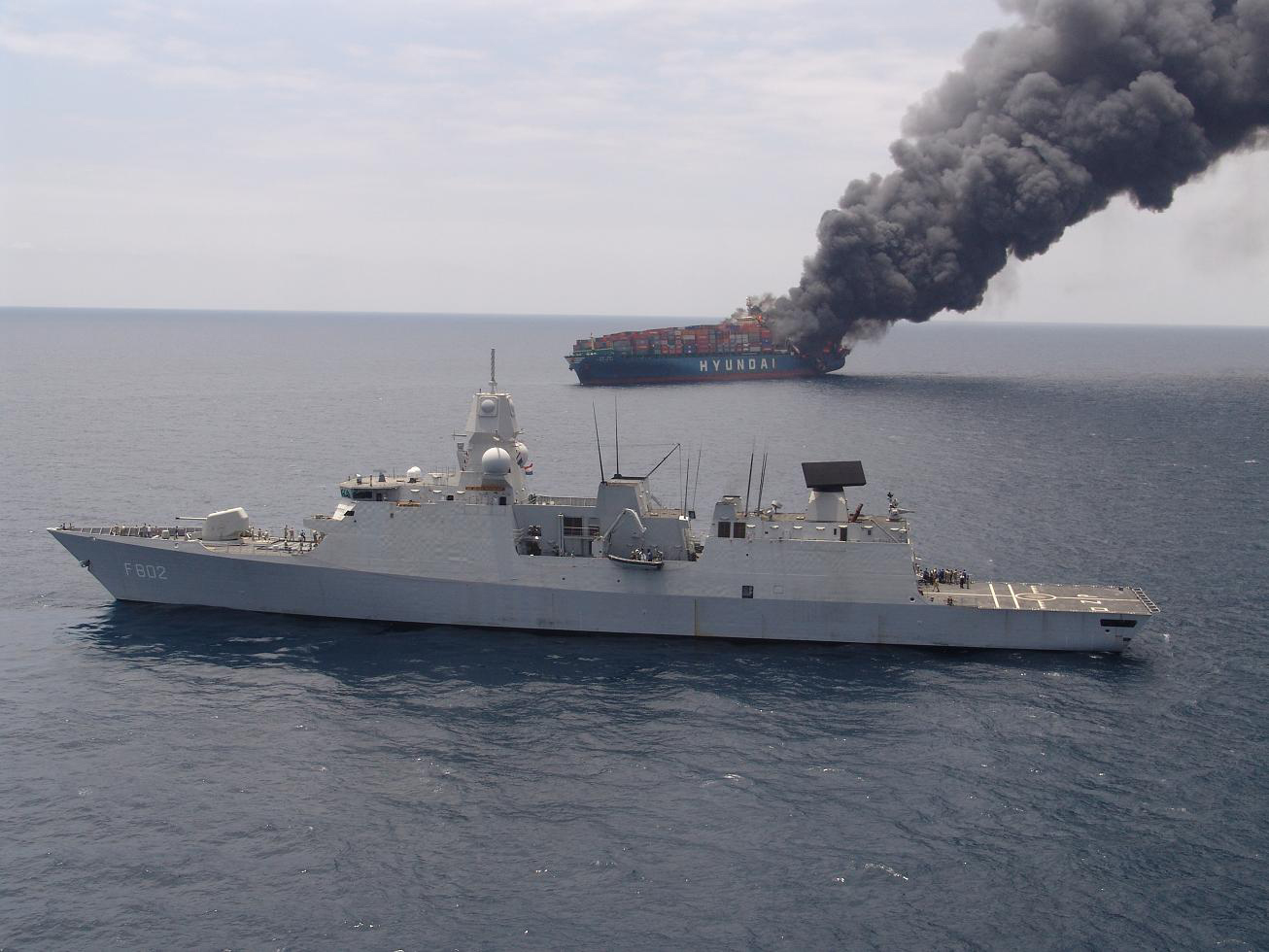
La MV Hyundai Fortune in fiamme, con la HNLMS De Zeven Provinciën in primo piano, 2006.

Dopo che alcuni sforzi per contenere l'incendio fallirono, tutti i 27 membri dell'equipaggio abbandonarono la nave e furono salvati dalla fregata olandese HNLMS De Zeven Provinciën, che stava svolgendo operazioni di sicurezza marittima nell'area come parte dell'operazione Enduring Freedom. Un marinaio fu evacuato sulla portaerei francese Charles de Gaulle con ferite non pericolose per la vita.
Il 23 marzo iniziarono ad arrivare sul posto i rimorchiatori dei vigili del fuoco. Con la sua sala macchine bruciata e completamente allagata, la Hyundai Fortune continuò a bruciare per diversi giorni.
Fu dichiarata l'avaria e almeno un terzo dei container fu danneggiato dall'incendio. Ogni container a poppa della sovrastruttura fu incenerito o perso in mare. La maggior parte dei container a prua della sovrastruttura rimasero intatti, anche se dopo che la nave perse potenza, qualsiasi carico nei container refrigerati si sarebbe deteriorato. Si stima che circa il 10% del carico non fosse assicurato.
Il costo combinato della nave e del carico perduto è stimato in oltre 800 milioni di dollari statunitensi. La nave fu infine rimorchiata a Salalah, in Oman, dove 2.249 container recuperabili furono scaricati per il trasbordo in Europa.
Secondo una dichiarazione alla commissione per gli stanziamenti per la sicurezza interna della Camera dei rappresentanti degli Stati Uniti, "The cause of the fire is believed to have been a container loaded with petroleum-based cleaning fluids stowed near the engine room. The shipper failed to indicate the hazardous nature of this shipment to Hyundai Fortune, undoubtedly to avoid the special handling fees associated with transporting hazardous materials." (in italiano: "Si ritiene che la causa dell'incendio sia stata un container carico di liquidi detergenti a base di petrolio stivato vicino alla sala macchine. Il caricatore non indicò la natura pericolosa di questa spedizione a Hyundai Fortune, senza dubbio per evitare le speciali spese di gestione associate al trasporto di materiali pericolosi.").

## Riparazioni
La nave fu ribattezzata Fortune e temporaneamente riparata per essere rimorchiata in Cina per le riparazioni finali e la ristrutturazione, comprese 5.000 tonnellate di nuovo acciaio e un nuovo blocco di alloggi.
La nave fu riparata presso il cantiere navale COSCO Zhoushan nell'isola di Liuhen Dao in Cina tra il 2007 e il 2008. Nel corso delle riparazioni fu confermato che il tubo di poppa si era abbassato di quasi 100 mm rispetto alla linea di vista della spinta del motore principale. Con l'assistenza tecnica di Tecnitas di Bureau Veritas e BF Consultant di Francia, il cantiere di riparazione navale raddrizzò lo scafo e riportò in linea il tubo di poppa, per la sua lavorazione finale in una fase successiva della ricostruzione della nave.
La nave fu infine consegnata al suo proprietario e riprese la sua attività di portacontainer.
Nel 2018 fu demolita ad Alang, India.